# Ataque no Daguestão em 2024
Em 23 de junho de 2024, ataques terroristas coordenados foram lançados com rifles, armas automáticas e coquetel Molotov contra alvos nas cidades de Derbent e Makhachkala na república russa do Daguestão no Cáucaso do Norte. Duas sinagogas, duas igrejas ortodoxas orientais e um posto de polícia de trânsito foram atacados simultaneamente.
O Chefe do Daguestão, Sergey Melikov, relatou que 15 policiais e vários outros civis foram mortos, incluindo um sacerdote, juntamente com pelo menos cinco perpetradores.
As autoridades russas designaram o ataque como um ato de terrorismo. A mídia russa relatou que seis dos perpetradores foram identificados pelas autoridades, incluindo dois filhos e um sobrinho de Magomed Omarov, chefe do Distrito Sergokalinsky do Daguestão. Além disso, um primo de Omarov também foi identificado como um perpetrador. Omarov posteriormente apresentou uma carta de demissão e foi detido para interrogatório. Outro atacante foi um ex-presidente da seção de Sergokala do partido Rússia Justa – Pela Verdade.
O presidente russo Vladimir Putin ofereceu condolências às vítimas dos ataques. O governo do Daguestão declarou um período de luto nacional de três dias de 24 a 26 de junho em memória dos mortos nos ataques.

## Contexto
A região do Cáucaso do Norte, no sul da Rússia, tem sido palco de conflitos desde a década de 1990. Esta área predominantemente muçulmana passou por duas guerras significativas envolvendo a república separatista da Chechênia de 1994 a 2000. Após as guerras da Chechênia, uma série de ataques terroristas e conflitos entre forças russas e islamistas persistiram até a década de 2010. Desde 2017, o Cáucaso do Norte tem visto uma resurgência da violência, atribuída ao Estado Islâmico. Em 2015, o grupo anunciou que havia estabelecido uma "franquia" no Cáucaso do Norte.
A comunidade judaica de Derbent, parte da diáspora judaica conhecida como os Judeus das Montanhas, remonta ao século VI, quando judeus persas (que haviam emigrado para a Pérsia após a destruição do Primeiro Templo em Jerusalém) se estabeleceram em Derbent ao longo da rota comercial da Rota da Seda. Desde o início da Guerra Israel-Hamas em outubro de 2023, a comunidade judaica da Rússia tem enfrentado ameaças crescentes de violência. Em 28 e 29 de outubro do mesmo ano, motins antissemitas ocorreram nas regiões de maioria muçulmana do Cáucaso do Norte, incluindo no Daguestão. Em março de 2024, um ataque em um salão de concertos em Moscou matou 145 pessoas; no mês seguinte, o serviço de segurança FSB da Rússia prendeu quatro pessoas no Daguestão suspeitas de envolvimento no ataque. Este foi o ataque mais mortal na Rússia em duas décadas e foi reivindicado pela Província do Estado Islâmico – Khorasan (ISKP).

## Ataques

### Derbent

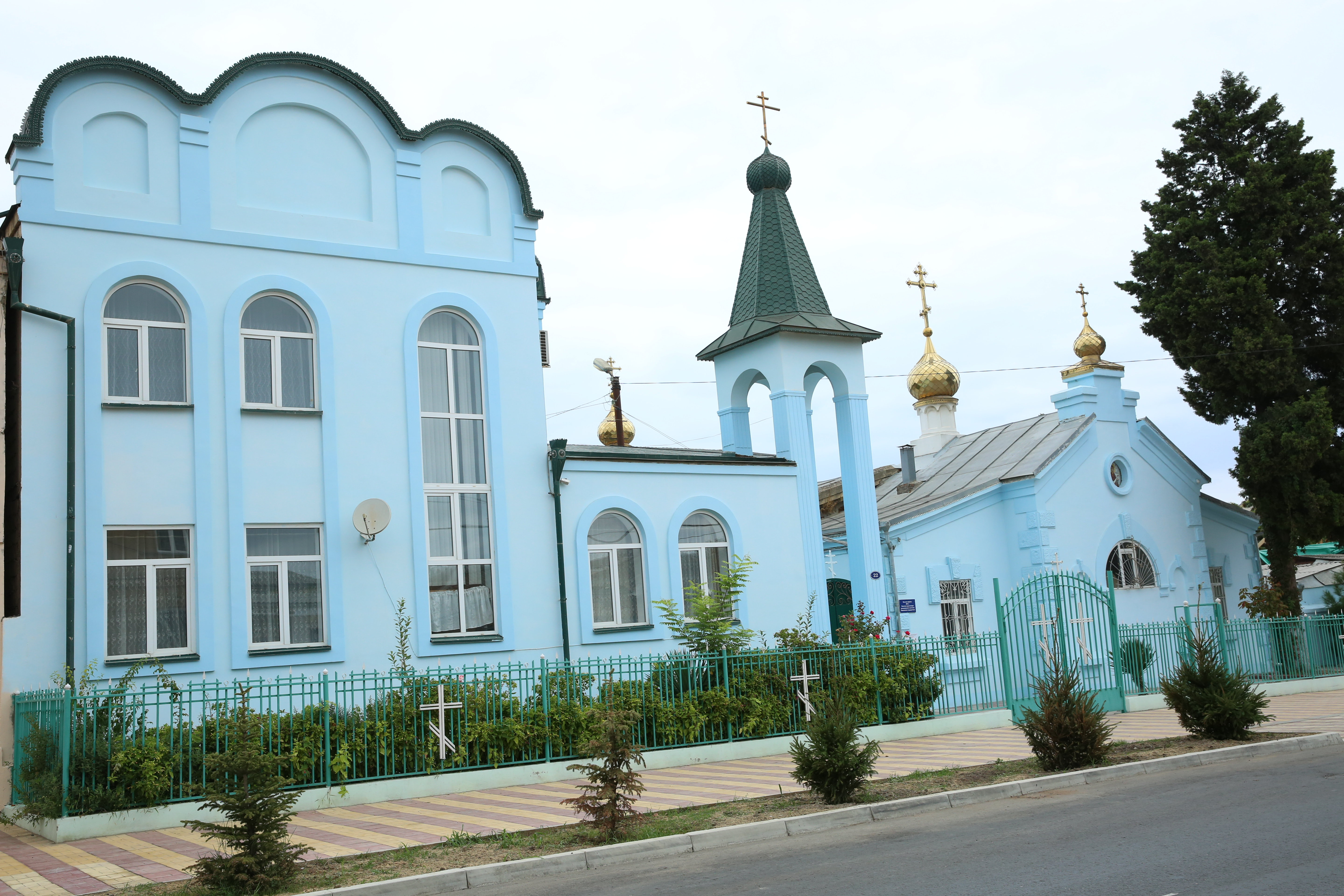
Igreja da Intercessão da Santa Virgem em Derbent

Na noite de 23 de junho de 2024, pouco antes das 18h, horário local, um ataque foi lançado contra a Igreja Ortodoxa da Intercessão da Santa Virgem na Rua Lenin em Derbent, a segunda maior cidade do Daguestão, por atacantes com rifles, armas automáticas e coquetéis Molotov. Os atacantes cortaram a garganta do padre de 66 anos, incendiaram um ícone da igreja e atearam fogo na igreja. Foi uma das duas igrejas atacadas durante um dos feriados mais importantes do calendário ortodoxo, o Domingo de Pentecostes na Igreja Ortodoxa Russa, supostamente enquanto os atacantes gritavam "Allahu Akbar".
Quase ao mesmo tempo, além da igreja, a Sinagoga Kele-Numaz de Derbent, estabelecida em 1914, foi alvejada com armas automáticas e incendiada pelos atacantes. Usuários do Telegram postaram vídeos mostrando carros de polícia sendo alvejados e a sinagoga em chamas.
Os atacantes fugiram em um Volkswagen Polo branco. Dezenove pessoas buscaram abrigo na igreja antes de serem resgatadas.

### Makhachkala
Quase simultaneamente com os ataques em Derbent, foram lançados ataques contra alvos em Makhachkala, capital e maior cidade do Daguestão, a cerca de 125 quilômetros (75 milhas) de distância.
Um incêndio foi iniciado em uma sinagoga na Rua Ermoshkina em Makhachkala. O incêndio foi supostamente extinto, e não foram relatadas vítimas. Os militantes também atacaram simultaneamente a Catedral da Assunção em Makhachkala, outra igreja ortodoxa russa.
Ao mesmo tempo, militantes desconhecidos também atiraram contra um posto de polícia de trânsito em Makhachkala e forçaram as pessoas a saírem de seus carros. Um vídeo mostrou militantes vestidos de preto em Makhachkala atirando em carros de polícia que passavam com metralhadoras.
Por volta das 19h, horário local, o Ministério do Interior postou um vídeo mostrando os atacantes atirando em policiais na Rua Magomedgadzhiev em Makhachkala. Os rostos de vários militantes eram visíveis nas imagens.

## Responsabilidade
A agência de notícias estatal russa TASS disse que os agressores eram "seguidores de uma organização terrorista internacional" e que as autoridades policiais estavam identificando seus manipuladores e organizadores. A mídia russa informou que dois filhos e um sobrinho de Magomed Omarov, chefe do distrito de Sergokalinsky no Daguestão, estavam entre os perpetradores do ataque em Makhachkala. Posteriormente, eles foram mortos durante um confronto com a polícia. O próprio Magomed Omarov apresentou uma carta de demissão e foi detido e está a ser interrogado pelo Serviço de Segurança Federal. Mais tarde, Magomed Omarov foi expulso do partido Rússia Unida "por ações que desacreditam o Rússia Unida". Eles foram posteriormente mortos durante um confronto com a polícia.

## Vítimas
O chefe do Daguestão, Sergey Melikov, relatou que 15 policiais e oficiais da Rosgvardiya e vários civis foram mortos, junto com cinco ou seis perpetradores. Pelo menos 46 outras pessoas ficaram feridas nos ataques, incluindo 13 policiais. Quatro dos policiais feridos foram descritos como estando em condição "grave".

## Perpetradores
As autoridades disseram que quatro atacantes foram mortos pela polícia em Makhachkala, enquanto outros dois foram mortos em Derbent. Embora alguns dos atacantes inicialmente tenham fugido em um carro, não estava imediatamente claro se os suspeitos mortos representavam todos os atacantes, ou se mais atacantes ainda estavam foragidos.
Os seis atacantes que foram mortos foram subsequentemente identificados. A mídia russa informou que vários dos atacantes eram parentes de Magomed Omarov, o chefe do Distrito Sergokalinsky de Daguestão, e estavam entre os perpetradores do ataque em Makhachkala. Entre eles estavam dois filhos de Omarov: Osman Omarov (31 anos) e Adil Omarov (37 anos). Abdusamad Amadziev, 32 anos, sobrinho de Magomed Omarov. Gadzhimurad Kagirov, 28 anos, um lutador de MMA em um clube de propriedade de Khabib Nurmagomedov e aluno de Abdulmanap Nurmagomedov. Ele também era primo de Magomed Omarov. Também foi identificado Dalgat Daudov, 43 anos, chefe de uma cooperativa de construção, e colega dos irmãos Omarov em outra cooperativa de construção. Outro perpetrador identificado foi Ali Zakarigaev, 35 anos, ex-presidente (até 2022) da seção de Sergokala do partido A Rússia Justa – Pela Verdade.
O próprio Omarov apresentou uma carta de demissão e foi subsequentemente detido e interrogado pelo Serviço Federal de Segurança russo. Posteriormente, Omarov foi expulso do partido Rússia Unida, o partido político governante na Rússia, "por ações que desacreditam a Rússia Unida". Em 24 de junho, Sergey Melikov demitiu oficialmente Omarov de seu cargo. Melikov disse que não comentaria o grau de envolvimento de Omarov, mas afirmou: "Esta é a tarefa das autoridades investigativas. Mas se sua participação for confirmada, então haverá plena responsabilidade.”
A agência de notícias estatal russa TASS disse que os atacantes eram "seguidores de uma organização terrorista internacional" e que as autoridades estavam identificando seus mentores e organizadores, mas não nomeou a organização. Muitos militantes do Daguestão viajaram para se juntar ao Estado Islâmico na Síria e no Iraque, e em 2015 o grupo declarou que havia estabelecido uma "franquia" no Cáucaso do Norte. O governador do Daguestão, Melikov, culpou membros de "células adormecidas" islâmicas dirigidas do exterior. O ISKP elogiou os atacantes como “irmãos no Cáucaso que mostraram que ainda são fortes.”

## Consequências
A agência antiterrorismo russa disse em 24 de junho que a "operação antiterrorista" lançada anteriormente contra os perpetradores havia terminado após matar cinco dos atiradores em Daguestão.
O governo de Daguestão declarou um período de luto nacional de três dias de 24 a 26 de junho pelos mortos nos ataques. Nestes dias de luto, as bandeiras nacionais seriam hasteadas em todo o território da república. Instituições culturais e empresas de televisão e rádio em Daguestão deveriam cancelar todos os seus eventos e programas de entretenimento.

## Reações
O Patriarca Kirill, chefe da Igreja Ortodoxa Russa, disse que não foi "coincidência" que o ataque ocorreu no dia em que os cristãos ortodoxos observam o Pentecostes. Ele afirmou que "o inimigo não desiste de tentar destruir a paz e a harmonia inter-religiosas dentro da nossa sociedade".
O presidente russo Vladimir Putin ofereceu condolências às vítimas dos ataques. Tatyana Moskalkova, comissária de direitos humanos da Rússia, condenou os perpetradores dos ataques e expressou condolências aos afetados. Melikov culpou membros de "células adormecidas" islâmicas dirigidas do exterior. O chefe da Ingushetia, Mahmud-Ali Kalimatov, afirmou que os ataques terroristas e um bombardeio ucraniano em Sevastopol que ocorreram no mesmo dia estavam ligados como tentativas dos "inimigos" de desestabilizar o país. O chefe do Comitê de Assuntos Internacionais da Duma Estatal Leonid Slutsky escreveu no Telegram que os ataques foram planejados fora da Rússia com o propósito de "semear pânico e dividir o povo russo", e também conectou o ataque a Sevastopol. O membro da Assembleia Popular da República do Daguestão Abdulkhakim Gadzhiyev postou no Telegram que não havia "nenhuma dúvida" de que os serviços de inteligência da Ucrânia e dos países da OTAN estavam conectados aos ataques. Ao mesmo tempo, o senador federal Dmitry Rogozin pediu para não considerar o ataque terrorista como "tramas da Ucrânia e da OTAN", já que, em sua opinião, se todos esses ataques forem explicados dessa forma, isso levará a problemas. O presidente da Chechênia Ramzan Kadyrov chamou o ataque de tentativa de causar "discórdia entre as fés".
O ministério das Relações Exteriores de Israel e a Federação das Comunidades Judaicas da Rússia disseram que a sinagoga de Derbent foi "queimada até o chão".
Harold Chambers, analista político e de segurança especializado no Cáucaso do Norte, disse que as autoridades russas "foram definitivamente pegas de surpresa por este ataque," acrescentando que o incidente mostrou uma "desconexão entre a capacidade de contraterrorismo da Rússia e a capacidade dos terroristas dentro da Rússia." Tanya Lokshina, da Human Rights Watch, chamou o ataque de "uma falha gigantesca das agências de inteligência [russas]".